# Halliburton
Halliburton Company je velika ameriška korporacija, ki ponuja storitve pri iskanju, črpanju in rafiniranju nafte in zemeljskega plina. Podjetje ima več kot 100 tisoč zaposlenih v 80 državah in je eno izmed največjih podjetij te vrste na svetu. 
Podjetje je ustanovil Erle P. Halliburton leta 1919, sprva se je imenovalo New Method Oil Well Cementing Company
Podružnica KBR (Kellogg Brown & Root), ki jo je Halliburton prodal leta 2007, se je ukvarjala z gradnjo rafinerij, naftovodov, plinovodov in kemičnih tovarn. 